# Coimbrão
Coimbrão é uma povoação portuguesa sede da Freguesia de Coimbrão do Município de Leiria, freguesia com 52,19 km² de área e 1726 habitantes (censo de 2021), tendo, por isso, uma densidade populacional de 33,1 hab./km².
As principais localidades desta freguesia são Coimbrão, Ervedeira e Pedrógão.

## Demografia
A população registada nos censos foi:
| Distribuição da População por Grupos Etários | Distribuição da População por Grupos Etários | Distribuição da População por Grupos Etários | Distribuição da População por Grupos Etários | Distribuição da População por Grupos Etários |
| -------------------------------------------- | -------------------------------------------- | -------------------------------------------- | -------------------------------------------- | -------------------------------------------- |
| Ano                                          | 0-14 Anos                                    | 15-24 Anos                                   | 25-64 Anos                                   | > 65 Anos                                    |
| 2001                                         | 322                                          | 279                                          | 954                                          | 375                                          |
| 2011                                         | 196                                          | 199                                          | 895                                          | 445                                          |
| 2021                                         | 163                                          | 139                                          | 869                                          | 555                                          |

## Origem do Nome
O historiador Luciano Justo Ramos, relativamente à origem do topónimo afirmou que "O Coimbrão tirou o seu nome de um antigo casal, cuja jurisdição, pertenceu, no passado remoto, à Sé de Coimbra e também ao Mosteiro de Santa Cruz, daquela cidade. É mesmo de concluir que, da dependência para com tal Sé ou Mosteiro, provenha o topónimo Coimbrão. Recorde-se, por exemplo, que o caminho para Coimbra tem, no foral de Leiria, de 1510, o nome de caminho Coimbrão".

## História
É desconhecida a data em que as atuais terras desta freguesia começaram a ser habitadas, mas não será um erro supor que a ocupação humana tenha surgido com ligação ao campo do vale do Lis, outrora propriedade real até D. Afonso V e, depois pertença dos fidalgos até à criação da Casa do Infantado em 11 de agosto de 1654, pelo rei D. João IV, a favor do seu filho o infante D. Pedro, mais tarde D. Pedro II. O vale do Lis fazia parte da Casa do Infantado, cujos rendimentos se destinavam aos filhos reais não príncipes. Ao fundo da povoação, à entrada do campo, encontra-se, ainda hoje, o Marco do Infantado, escurecido pelos séculos e algumas vezes banhado pelas cheias, continua a manter a sua serenidade. Este pequeno marco quase esquecido, terá assinalado os limites de tal senhorio, contando mais de trezentos anos. Desfeita a Casa do Infantado, no século XIX, este conservou-se até aos nossos dias.
O povoamento do território que hoje pertence a esta freguesia, estava integrado no Souto da Carpalhosa. Para lá iam os mortos do Coimbrão e lá se faziam os casamentos e baptizados. Em 1589, Monte Redondo tornou-se independente do Souto pela mão do Bispo D. Pedro de Castilho, ficando os habitantes do Coimbrão sujeitos a essa freguesia vizinha, mas não tardou que o bairrismo do povo ocidental começasse a trabalhar para obter também a sua independência, que o bispo de Leiria D. Dinis de Mello lhe concedeu em 1636.
Nesse ano foi desanexada da freguesia de Monte Redondo, com São Miguel como padroeiro, uma vez que havia nos "Coimbrões" um ermida erigida a este Santo. Cada freguês ficou de pagar, um alqueire de trigo, 25 reis e um quartão de vinho ao cura. As viúvas e solteiros que tinham a administração da sua fazenda, ficaram com o encargo de meio alqueire de trigo cada e 12 reis.
Registos paroquiais indicam que antes das invasões francesas, em Outubro de 1810, a população desta freguesia era de 1 593, sendo 543 depois da retirada das tropas francesas, em Junho de 1811.
Os primeiros habitantes deste território viviam sobretudo da agricultura, era o seu principal meio de subsistência nessa recuada época. Através dessa atividade económica obtinham as plantas e os animais que, muitas vezes, transaccionavam com povos de outras localidades. A terra era muito arenosa, pobre em húmus, mas muito rica em água, nos poços, nas fontes e no campo do Lis, devido à proximidade do rio. O Rei D. Dinis, mandou abrir valas e rios para que o enxugo dos terrenos pudesse tornar cultivável o solo. Sabemos que, o trigo era a cultura que mais abundava, assim como as hortaliças. Já em 1758, as produções agrícolas de São Miguel do Coimbrão eram principalmente milho e feijão. Ter-se-ia, desta forma, reduzido a cultura do trigo, dando mais importância ao cultivo do milho que veio da Europa na altura dos descobrimentos. Ainda hoje se podem ver enormes e verdejantes milheirais nos campos do Vale do Lis.
Todavia, durante alguns anos o milho foi suplantado por uma cultura nova: o arroz, devido à abundância de água. Introduzida pelos mouros, esta planta só em meados do século XIX, se desenvolveu no Concelho de Leiria e foi produção importante na freguesia do Coimbrão.
Muitas das alfaias agrícolas, como, o cabaço, a enxada ou sacho, a charrua, o arado, a grade foice, o forcado, o ancinho, a forquilha, a gadanha, o rodo e a tarara, utilizadas na produção destas culturas foram suplantadas por modernas técnicas agrícolas, embora algumas delas ainda continuem a ser utilizadas pelas famílias mais tradicionais nas pequenas propriedades.
No último quartel do século XX, foi introduzida pela primeira vez na freguesia a cultura do tabaco.
Quanto à indústria, apenas há cerca de cem anos principiou com uma fábrica de curtumes. Por volta de 1904 surge uma rudimentar indústria de telha e tijolo. Durante alguns anos laborou uma fábrica de limas, cujo fabrico era praticamente todo manual, no entanto viria a sucumbir em 1929. Também a indústria dos transportes foi explorada no Coimbrão, no início do século XX, essa indústria resumia-se a uma camioneta que fazia ligação com Leiria, pela estrada de Monte Redondo ao Coimbrão, construída em 1831, transportava passageiros, e/ou fazia serviços de carga e fretes. Mas, numa terra onde abundavam os pinheiros, e devido à experiência adquirida por trabalhadores, que previamente emigraram para a Galiza, era de prever a instalação de serrações de madeira na zona. Atualmente são três as indústrias desta matéria prima no Coimbrão.
Segundo alguns testemunhos, as casa de habitação eram construídas com massa de cal e barro (embora já existisse o cimento este só era utilizado pelas famílias mais ricas) com o qual se fabricavam os adobes (feitos de barro que vinha dos barreiros da Salgueira e do Barreiro, moldados em formas de madeira), e madeira de pinho, muito abundante na zona. Devido à sua frágil construção muitas casas acabavam por desabar com facilidade. Mais tarde os adobos foram substituídos por tijolo. Sabemos que a primeira telefonia existente no Coimbrão, foi trazida pelo engenheiro Mário Leal, funcionava a bateria e ouvia-se com auscultadores, isto em 1922. Já em 1931 viria a ser instalada a luz elétrica, que funcionava através de um motor gerador e acumuladores.
Com o passar dos anos as barraquinhas de madeira e as pequenas casas de alvenaria (construídas com tijolos de areão e cimento secos ao sol) deram lugar a prédios imensos que, segundo a população, descaracterizavam completamente uma das praias mais bonitas da região. No entanto estão a ser feitos esforços para que aquela praia continue a ser procurada pelas suas características terapêuticas e a ser um paraíso azul e ao mesmo tempo dourado.
Em 1866 a Junta da Paróquia solicitou ao Rei D. Luís a criação de uma escola para rapazes, embora anteriormente já houvesse na freguesia quem ensinasse a ler e a escrever, visto existirem documentos mais antigos escritos por pessoas daqui. Quanto ao ensino das raparigas, foi elaborada uma petição, dirigida ao Rei solicitando o dito ensino, alegando a ausência de outra escola até Leiria.
Em 1732 a freguesia de Coimbrão tinha 784 habitantes, em 1981 tinha 1 856 e em
2001 contaram-se 1930 habitantes.

## Lugares
Desta freguesia fazem parte os lugares de Coimbrão, Ervedeira, Godinhos, Morganiças, Uchinhas e Praia do Pedrógão

## Religião
Como população formada à luz do catolicismo, não podia deixar de o mostrar em obras. Segundo o "Couseiro", havia uma ermida, sinal de devoção dos primeiros habitantes da localidade, de invocação de São Miguel e, porque os areais trazidos pelo vento, da parte do mar, eram muitos, sem pinhais nem vegetação abundante que os sustivessem, até davam, segundo a tradição, o nome de S. Miguel das Areias, ao local. No ano seguinte à criação da freguesia, o bispo diocesano D. Pedro Barbosa de Eça, autorizou que naquela ermida se dissesse missa.
Contentes por terem adquirido independência paroquial, e certamente, por ser pequeno o dito templo, começaram a edificar um de maiores dimensões. Ao ser demolida a igreja que antecedeu a atual, segundo dizem, foi encontrada uma pedra com a data de 1637 gravada. Atualmente não se sabe onde está essa pedra com apreciável valor histórico. Mas sabemos que a igreja era baixa, com teto de madeira, traves e barrotes à vista, como eram os hábitos portugueses desses tempos.
Dentro da igreja faziam-se os enterramentos. Passados mais de duzentos anos, nos finais do século XIX, verificou-se uma melhoria económica da população local, que se propôs efetuar melhorias no templo, assim, levantaram as paredes, fizeram janelas maiores, alargaram as portas, puseram cantarias nas ombreiras, substituíram o antigo telhado. A velha torre foi também alterada, mantendo-se desde então, até hoje.
Contudo com o passar do tempo, vieram as fendas e temeu-se o desabamento. Nos meados do século XX, após discussões mais ou menos acaloradas quanto a fazer uma nova igreja ou a reconstruir a velha, optou-se por um templo novo, com linhas modernas ao sabor da época e a generosidade do povo residente e ausente levado pelo amor, compreensível à terra natal, custeou todas as despesas, dando realidade a um templo cristão no lugar onde existiu outrora, a primeira ermida de São Miguel, o padroeiro da freguesia do Coimbrão.
É claro que as sepulturas há dezenas de anos se tinham deixado de fazer no chão interior da Igreja, passando a ser cavadas em sua volta, no adro, onde havia dezenas de campas de pedra, com grades de ferro. Em meados do século XX as campas antigas foram brutalmente destruídas, sem ter em conta o respeito pelos antepassados, e sem ter a noção do valor histórico e cultural que estes vestígios poderiam dar a gerações futuras. No início do século passado foi ordenada a construção de um novo cemitério separado da igreja, com a argumentação de anticivil, anticanónico e anti-humanitárias a sua existência junto ao templo cristão, e ainda é o cemitério que serve a freguesia do Coimbrão, desde 1903, ano da sua conclusão.
A origem do topónimo encontra-se relacionada com os primórdios da nacionalidade. A edificação do Castelo de Leiria, em 1135, possibilitou a expulsão dos mouros deste território e o rei D. Afonso Henriques tomando posses destes terrenos, iniciou desde logo, o seu repovoamento com gente vinda sobretudo do Norte de Portugal. Sendo monarca de sentimentos cristãos preocupou-se com a assistência do povo e, sem clero regular, entregou tal missão aos frades de Santa Cruz de Coimbra, que por cá viveram, ganharam simpatias e tiveram alguns terrenos durante séculos.

## Economia
A economia local assenta no setor secundário, do qual se destacam as indústrias de madeira, de panificação, hotelaria e construção civil.
Não obstante, os restantes setores desempenham igualmente um papel importante para o desenvolvimento económico de Coimbrão, designadamente a agropecuária no setor primário e o pequeno comércio no terciário.

## Trajes característicos
De acordo com documentos antigos desta região, recuperam-se os trajes de trabalho, e o domingueiro, de levar à missa, festas e de romarias. O traje da mulher era caracterizado por saias franzidas, com muita roda e compridas, em xadrez, de fazenda ou chita e blusas, justas ao corpo, de manga comprida, sem decotes, rendas e bordados eram utilizados para adornar as blusas. Também usavam o avental, o de todos os dias, geralmente de riscado e simples e os aventais dos domingos e dias de festa, eram um pouco mais elaborados ou por vezes bordados. Faziam ainda parte do traje da mulher os canos, que são uma espécie de meia sem pé, feitos em lã, e um chapéu preto, forrado de veludo, que era usado sobre um lenço. Como adorno a mulher usava apenas um cordão e brincos de ouro.
O traje do homem era composto por camisa, que era usada por baixo do colete e tinha um peitilho redondo ou quadrado e ceroulas confeccionadas geralmente em riscado, eram abertas nas perneiras e atadas com atilhos. Usados até meados do século XX, estes trajes podem ser, atualmente, apreciados nas manifestações etnográficas locais.

## Jogos e brincadeiras tradicionais
De acordo com as memórias dos mais velhos, recuperam-se alguns brinquedos que povoam a memória dos nossos pais e avós como as "galgas" e os "piões" manufaturados em madeira. Fazem parte das recordações da infância de muitos, alguns jogos como por exemplo, o das "5 pedrinhas", "o bicho", "os 4 cantinhos", entre outros.
Na década de quarenta, no tempo livre ou nas tardes de domingo, os homens agrupavam-se nas tradicionais tabernas, onde frequentemente jogavam às cartas, também era usual que à porta das tabernas houvesse o jogo do "chinquilho".

## Rancho Folclórico
Fundado em 3 de abril de 1960, o rancho "Flores de Verde Pinho" do Coimbrão representa o folclore do norte do Concelho de Leiria (Alta Estremadura).
É membro da Federação do Folclore Português, está inscrito no INATEL e é apoiado pela Junta de Freguesia do Coimbrão e Câmara Municipal de Leiria.
Sendo o rancho mais antigo do concelho, obteve o 1.º Prémio de Traje no Festival da Feira Anual de Leiria e foi galardoado com a Medalha de Prata da Cidade pela sua dedicação ao serviço da cultura.
Tem participado em vários Festivais Nacionais e Internacionais por todo o pais e algumas vezes no estrangeiro, sendo o organizador do Festival Anual de Folclore do Oeste e de várias recolhas e exposições da cultura da Região.
Possui gravações em CD e cassete das suas músicas e cantares.
O seu logotipo simboliza as 3 principais atividades da época. A pesca representada pelo barco típico da Praia do Pedrógão, a agricultura onde se pode ver um carro de bois puxado por uma junta de vacas e a serragem de madeira com uma Serra Braçal puxada por dois homens um em cima do toro e outro por baixo

## Desporto, Cultura e Lazer
Preocupada com o desenvolvimento integral do local, esta freguesia dota-se de alguns meios de diversão noturna, sobretudo na Praia de Pedrogão, bares e discotecas e diurna, durante a época balnear podemos assistir aos desportos de praia, como o torneio de Andebol e o Voleibol de Praia, entre outros, nos recintos desportivos da Praia de Pedrogão.
Ao longo do tempo, as populações foram-se organizando em associações ou coletividades, perseguindo finalidades e objetivos bastante diversificados, sempre visando elevar a sua cultura e o seu bem-estar social. É exemplo disso, o Rancho Folclórico Flores do Verde Pinho que, desde 1960, ano da sua fundação, abraçou a importante missão de recuperar, preservar e divulgar a tradição etnográfica ancestral da região.

## Gastronomia
São iguarias da região, as morcelas do Coimbrão (de sangue e arroz). São confeccionadas sobretudo na altura da matança do porco, uma tradição que só algumas famílias mantêm. Muitos dos utensílios utilizados pelos nossos avós, ou nossos pais foram caindo em desuso, sendo substituídos por outros com efeito mais rápido e eficaz, o cebolão é exemplo disso, era uma arma esguia e aguçada para matar o porco, o chambaril ou o tabuleiro das tripas são outros utensílios que permanecem apenas na memória dos mais velhos. As morcelas têm como ingredientes o sangue e a gordura do porco, arroz e especiarias (cravo, cominhos e sal). Depois de preparada uma massa com estes ingredientes, enchem-se as tripas e vão a ferver num panelão com água. Depois de cozidas podem servir-se quentes, ou ser colocadas no fumeiro e mais tarde podem acompanhar um cozido à portuguesa. São igualmente deliciosas fritas às rodelas na famosa fritada, que é uma outra iguaria da região. Ainda na altura da matança, e aproveitando o resto do preparado das morcelas, eram feitos os Bolos de Morcela, juntado um pouco de canela, farinha e água a ferver, formando uma pasta para moldar e fazer pequenas bolas que iam a cozer na água das morcelas, havia quem pusesse açúcar nestes bolos. Mais tarde faziam-se os famosos torresmos, tão apreciados por todos.
A broa de milho é uma outra tradição que só os mais antigos mantêm viva. Para a sua confecção é necessário farinha de milho, água tépida e fermento e os utensílios: peneira, masseira, tendeira, pá de forno, um rodo para limpar e retirar a cinza do forno, o vasculho, era um pau com louros que servia também para limpar o forno e claro o forno, onde é cozida a broa.
As migas e o bacalhau com molho de toucinho são outras iguarias características desta freguesia, que ainda hoje podem ser apreciadas nos restaurantes da região.
Fazem parte da confeitaria da região, Arroz Doce, Broa Doce e Filhós, confeccionadas com abóbora menina.

## Artesanato
Para não esquecer a manufactura do passado, permanece viva a arte de artesão, através de cestos de verga em vime, canos de lã, tecidos com quatro ou seis agulhas, que faziam parte do traje da mulher, e os abanadores de penas de gaivota, encontradas na praia. À excepção destes últimos que se confeccionam por encomenda, estes artefactos podem ser adquiridos nas festas, feiras e em casas da especialidade.
Por volta de 1930, estabeleceu-se na Ervedeira uma pequena oficina onde eram manufacturadas passadeiras para o chão, mantas e colchas, utilizando como matéria prima, fio de algodão e retalhos de diversos tecidos. Atualmente este tipo de artesanato não se faz, mas o tear ainda existe, e os trabalhos efetuados pelo artesão encontram-se espalhados por todo o país.

## Património
- Igreja Matriz S. Miguel das Areias, nave central com as imagens de São Miguel Arcanjo, São João Baptista, Nossa Senhora do Rosário, Santo António e Nossa Senhora de Fátima e na capela as imagens de São José e Santa Luzia - Coimbrão
- Capela São Tiago, com as imagens de Nossa Senhora da Nazaré e S. Tiago - Ervedeira
- Capela Nossa Senhora dos Aflitos e sua imagem - Pedrógão
- Lagoa da Ervedeira, em pleno Pinhal do Rei, onde a pesca foi explorada. Podiam encontrar-se ruivacos, carpas e sabogas, no entanto estes peixes foram desaparecendo. Segundo se consta, em meados do século passado, algum produto químico teria morto quase a totalidade dos peixes, que foram apodrecendo nas margens, no seu lugar foram colocados achigans, peixe carnívoro e carpas, que ainda hoje abundam na Lagoa. Os habitantes da Ervedeira utilizando cestos, narsas e enchalavadas (utensílios feitos pelos homens do Pedrogão que serviam para a pesca) pescavam na Lagoa e iam vender, pelas portas, o peixe à xícara. Atualmente, lá pratica-se pesca desportiva e desporto à vela.
- Praia de Pedrógão, a única do concelho. Em 1835, dois lavradores abastados do Coimbrão, decidiram montar uma campanha (grupo de pescadores) num extenso areal, iniciando a exploração industrial da sardinha. Não havia casas, nem ruas. Só pedras e dunas. Para movimentar o barco, procuraram 40 homens nas praias mais a Norte. Esses pescadores fixaram-se e fizeram as suas barracas de madeira muito rudimentares. Foram estes os primeiros habitantes do Pedrogão. Era uma gente pobre, um estatuto que poucas alterações sofreu ao longo de muitos anos. Os pescadores utilizavam uma das artes mais antigas de que se tem conhecimento, a xávega, com esbeltos barcos em forma de meia lua, estas embarcações eram a remos. Com o passar do tempo as campanhas sucediam-se, e no início do século, aquela praia passou a ser uma das maiores abastecedoras de peixe da região.

## Eventos Culturais (Festas populares e religiosas)
- Festa de S. António (Fevereiro) - Coimbrão
- Festival Gastronómico do Coimbrão (junho)
- Festa de S. Tiago (junho) – Ervedeira
- Festival de Folclore “Flores de Verde Pinho” (julho) – Coimbrão
- Festa de Nossa Senhora dos Aflitos (agosto) – Pedrógão
- Festa de S. Miguel (setembro) – Coimbrão
- Festa de Nossa Senhora da Nazaré (setembro) - Ervedeira

## Turismo
Para melhor receber os visitantes e curiosos turistas, esta freguesia dispõe de várias casas particulares para arrendar, o Parque Municipal de Campismo da Praia de Pedrogão e a Colónia Balnear da Caritas.